# Collyer Island
Collyer Island ist eine Insel vor der Budd-Küste des ostantarktischen Wilkeslands. In der Gruppe der Balaena-Inseln liegt sie 1,4 km westlich von Thompson Island.
Das Antarctic Names Committee of Australia benannte sie nach Geoffrey Robert Collyer (* 1924) von der Royal Naval Volunteer Reserve, Flugkapitän und zuständig für Luftaufnahmen bei der Erkundung der Budd-Küste zwischen 1946 und 1947.